# Сухареве (мікрорайон Мінська)
Сухареве (біл. Сухарава) — житловий район у складі Фрунзенського району міста Мінська (Білорусь).

## Історія
Назва села Сухареве походить від біл. Сухарэвіч, Сухач, Суховіч
1557 — Сухорово — село, центр маєтку, власність Каревіва, двір.
З 1992 року селе Сухареве — у складі Мінська.
До 2015 року планується завершення забудови
У серпні-вересні 2009 року були здані нова поліклініка і школа.
Є міська легенда, відповідно до якої мікрорайон відбудовували до п'ятдесятиріччя Перемоги, тому будинки утворюють (вид згори) число 50.

## Населення
В мікрорайоні проживає не менше 120 тисяч чоловік.

## Медицина
Медичні заклади:
- Амбулаторія загальної практики № 1 на вул. Академіка Федорова
- Поліклініка № 10 (збудована у серпні 2009 року)

## Культура
Будується православна церква на честь Архангела Михайла на вул. Шаранговича.

## Географія

### Розташування
Мікрорайон розташовано у західній частині міста, в межах Мінської кільцевої автомобільної дороги.
Є значна обладнана лісопаркова зона.

## Вулиці
Основні:
- Вулиця Шаранговича
- Вулиця Максима Горецького
- Вулиця Лобанка
- Вулиця Сухаревська

Другорядні:
- Вулиця Пімена Панченка
- Вул. Скрипникова
- Вул. Академіка Федорова
- Вул. Чайлитко
- Вул. Янковського
- Вул. Ширми